# Keeling-Kurve

Keeling-Kurve aus Messwerten der Kohlenstoffdioxid-Konzentration der Erdatmosphäre am Mauna Loa (Hawaii) seit 1958

Die Keeling-Kurve ist die grafische Darstellung des mittleren Konzentrationsverlaufs des Spurengases Kohlenstoffdioxid (CO2) in der Erdatmosphäre seit dem Jahr 1958 am hawaiianischen Mauna Loa und ist repräsentativ für den globalen Konzentrationsverlauf. Sie ist nach Charles David Keeling von der Scripps Institution of Oceanography benannt worden. Dieser konnte erstmals zeigen, dass die Konzentration des Treibhausgases durch Änderung der Landnutzung und Verbrennung fossiler Brennstoffe ansteigt. Die Kurve zeigt einen charakteristischen, schwankenden Jahresverlauf, der den Vegetationszyklus der Nordhemisphäre widerspiegelt. Im (Nord-)Frühling und Sommer überwiegt die pflanzliche Aufnahme von CO2, was sich in einem – abhängig vom Ort der Messung zeitverzögerten – Konzentrationsrückgang zeigt. Im Herbst und Winter gibt die Vegetation netto CO2 ab, es kommt zu einem Konzentrationsanstieg.
Die Keeling-Kurve nimmt in der Forschungsgeschichte des Klimawandels eine besondere Stellung ein, da sie als wichtiger Beleg für die – damals nur als Hypothese formulierte – menschlich verursachte globale Erwärmung galt. Aus den Messdaten sowie aus dem Kurvenverlauf konnten bedeutende wissenschaftliche Erkenntnisse gewonnen werden. 2015 wurde sie von der American Chemical Society durch die Ernennung zum National Historic Chemical Landmark geehrt.
Der Physiker und Umweltwissenschaftler Charles Kennel würdigte im Jahr 2005 Keelings wissenschaftliche Leistungen mit den Worten:

„Charles David Keelings messtechnische Belege des globalen Anstiegs der atmosphärischen Kohlenstoffdioxid-Konzentration waren der Ausgangspunkt für die heutigen großen Sorgen wegen der globalen Erwärmung. Sie sind der wichtigste Umweltdatensatz des 20. Jahrhunderts.“

## Vorgeschichte
Sowohl Guy Stewart Callendar (1938) wie auch Gilbert Plass (1956) stützten durch neue, exaktere Berechnungen die erstmals 1895 von Svante Arrhenius formulierte Theorie einer globalen Erwärmung durch einen aus der Verbrennung fossiler Brennstoffe resultierenden Anstieg der atmosphärischen CO2-Konzentration. Es gab aber weder einen Beleg für einen Konzentrationsanstieg, noch kannte man seinerzeit den Anteil des in der Atmosphäre verbleibenden Kohlenstoffdioxids. Auch kannte man die Art und Geschwindigkeit nicht, mit der sich Ozeanwasser durchmischt.
Schon seit dem 19. Jahrhundert wurde immer wieder versucht, den atmosphärischen Kohlenstoffdioxidgehalt zu bestimmen, jedoch variierten die Ergebnisse so stark, dass von der Mehrheit der Forscher angenommen wurde, eine genaue Messung sei nicht möglich. Noch 1954 versuchte eine Forschergruppe um Stig Fonselius, mit Hilfe von 16 in Skandinavien installierten Messstationen die atmosphärische CO2-Konzentration zu bestimmen. Das Projekt wurde jedoch bald aufgegeben, da die Messergebnisse derart stark voneinander abwichen, dass darin keinerlei Systematik erkennbar war. Viele Wissenschaftler gingen somit davon aus, dass die CO2-Konzentrationen von Ort zu Ort stark variierten, eine „Hintergrundkonzentration“ nicht existierte und alle vom Menschen durch Verbrennung emittierten Gasmengen von den Weltmeeren absorbiert würden.
Der damalige Leiter des Scripps-Instituts, Roger Revelle, war ein Experte in der Chemie der Ozeane. Auch er wusste nicht, wie schnell und in welcher Menge vom Menschen zusätzlich eingebrachtes, atmosphärisches CO2 im Meer gelöst würde. In den 1950er Jahren wurde Revelle auf die Forschungsergebnisse von Hans E. Suess aufmerksam. Dieser versuchte, die Genauigkeit von Radiokarbondatierungen zu verbessern, und entdeckte dabei im Jahr 1955 den nach ihm benannten Suess-Effekt. Der Suess-Effekt war nur damit zu erklären, dass sich Kohlenstoffdioxid, das aus der Verbrennung fossiler Brennstoffe stammte, in der Atmosphäre anreichert. Revelle sah in der Auswertung des Kernwaffen-Effekts eine Möglichkeit, den Anteil des von den Ozeanen aufgenommenen Kohlenstoffdioxids zu bestimmen, um auf diese Weise einen möglicherweise stattfindenden Konzentrationsanstieg des Treibhausgases zu ermitteln. Daneben wollte er damit neue Erkenntnisse über die Durchmischung der Ozeane gewinnen; die beiden arbeiteten fortan zusammen. Nach Auswertung der 14C-Messungen errechnete Revelle, dass sich von in die Atmosphäre eingebrachtem Kohlenstoffdioxid nur 20 % im Meer löst. Ein Konzentrationsanstieg in der Atmosphäre müsste sich also messtechnisch nachweisen lassen.
Als Post-Doktorand entwickelte und perfektionierte Charles Keeling ab 1953 Messanordnungen, mit denen er die CO2-Gleichgewichtskonzentrationen zwischen Atmosphäre, Kalkstein und Oberflächengewässern untersuchte. Er führte mit Hilfe von Flugzeugen, Wetterballons und Schiffen erste Messungen durch. In Pasadena fielen ihm die regional stark schwankenden Gaskonzentrationen auf; in einem Waldgebiet von Big Sur zeigte die atmosphärische CO2-Konzentration im Tagesgang starke Schwankungen. Die Luft enthielt nachts immer mehr CO2 als tagsüber, nachmittags jedoch stets ca. 310 ppm.
Im Gegensatz zur Gruppe um Fonselius postulierte Keeling aufgrund seiner gewonnenen Daten, dass die atmosphärische CO2-Konzentration weit abseits störender Quellen und Senken weitgehend konstant sein müsse. 1956 schlug er Harry Wexler vom US Weather Bureau (heute: National Weather Service) und Roger Revelle vom Scripps Institution of Oceanography ein globales Messprogramm vor. Da Revelle und Suess ebenfalls an genauen CO2-Messungen interessiert waren, bewarb sich das Scripps-Institut schließlich erfolgreich für das Internationale Geophysikalische Jahr 1957/58 mit dem groß angelegten Messprogramm, und Keeling wurde mit der Leitung des Projekts betraut.

## Neuere Entwicklung
Neben der bis heute aktiven Station auf Hawaii betreibt das Scripps-Institut weitere Anlagen, u. a. in Alert (Nunavut) und Barrow (Alaska), außerdem am Trinidad Head Observatory in Kalifornien, auf der Insel Tutuila (Amerikanisch-Samoa) und am Südpol; die NOAA nimmt an über 60 Messstationen zweimal pro Woche Proben. Seit 2009 wird die regionale Verteilung von Treibhausgaskonzentrationen auch aus dem All mit dem Satelliten GOSAT erfasst.
Die Überwachung der Messreihe auf Hawaii, die der im Jahr 2005 verstorbene Charles Keeling begann, wurde von seinem Sohn Ralph F. Keeling übernommen, der ebenfalls Professor für Ozeanografie ist und die Messreihe um die des atmosphärischen Sauerstoffgehalts erweiterte.

## Die Messungen

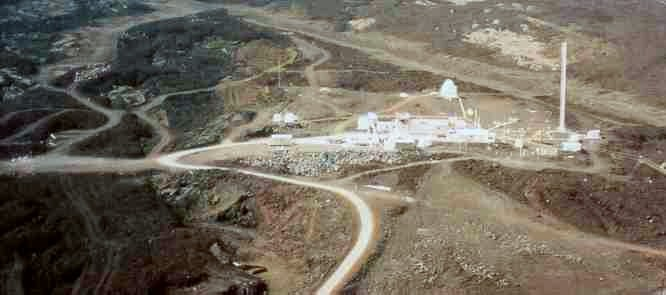
Das Mauna-Loa-Observatorium

Mit der zusätzlichen finanziellen Unterstützung konnte Keeling vier Gasanalysatoren beschaffen, und er errichtete im Jahr 1958 auf dem auf Hawaii gelegenen Vulkan Mauna Loa die erste Messstation. Dort begann er im März 1958 mit systematischen Messungen des Treibhausgases Kohlenstoffdioxid. Die übrigen drei Gasanalysatoren platzierte er in der Antarktis, in Kalifornien und in seinem Labor. Mit letzterem Gerät wertete er an unterschiedlichen Orten gesammelte Proben aus, die z. B. mit Hilfe von Flugzeugen gewonnen wurden. Der erste, für die spätere Keeling-Kurve verwendete Messwert lag bei 313 ppm CO2.
Im Jahre 1948 von Kurt Buch (1881–1967) veröffentlichten Messungen zufolge lagen typische Konzentrationen des Treibhausgases zwischen 150–230 ppm (Arktis) und 319–349 ppm (Tropen). Die von Keeling erstmals im Jahr 1962 publizierten Werte waren deutlich präziser. Er gab für die Arktis einen Bereich zwischen 313–325 ppm und für den äquatorialen Pazifik  zwischen 317–321 ppm an. Bisherige Messungen hatten auf nasschemischen Verfahren basiert, während Keeling einen genauer messenden nichtdispersiven Infrarotsensor vom Uras-Typ verwendete und den störenden Einfluss wechselnder Feuchte eliminierte. Keeling reduzierte mit den IR-Messungen den Fehler von ±3 ppm auf zunächst ±1 ppm. Durch das Gerät von Applied Physics Corp. und/mit verbesserte Kalibrierung konnte der Fehler hinsichtlich der Kalibrierung auf 0,1 ppm gesenkt werden. Der Gesamtfehler beträgt danach 0,2 ppm.

### Störungen der Messergebnisse
Im Gegensatz zu dem kurz zuvor gescheiterten Projekt in Skandinavien wurden die Messstationen von Keeling fernab von störenden Kohlenstoffdioxid-Quellen platziert. So war die Messstation auf dem Mauna Loa in großer Höhe auf der windzugewandten Seite aufgestellt worden. Auch die Messstation in der Antarktis befand sich weit weg von CO2-Quellen und -Senken. Trotzdem wurden an allen Messorten von Beginn an die festgestellten Kohlenstoffdioxid-Konzentrationen bisweilen durch Verunreinigungen verfälscht. Am Südpol war beispielsweise einmal ein Verbrennungsmotor ursächlich, der in der Nähe zur Messstation lief. Am Mauna Loa waren dies Ausgasungen des Vulkans, die in seltenen Fällen bis zur Messstation gelangen konnten. Die Störungen waren in den Aufzeichnungen jedoch stets deutlich erkennbar, denn sie waren nur von kurzer Dauer und hoher Amplitude, so dass diese Messwerte auf einfache Weise erkannt und verworfen werden konnten.

## Ergebnisse und Auswirkungen
Keelings Messungen legten den Grundstein für weitere Messreihen anderer atmosphärischer Gase. Wissenschaftler wurden durch Keelings Erfolge angeregt, die Konzentrationsverläufe der Treibhausgase Methan und Distickstoffmonoxid zu bestimmen und Messungen der Ozon-Konzentration wurden initiiert. Dennoch war das Messprogramm immer wieder gefährdet und mehrfach sollten die kontinuierlichen Messungen eingestellt werden, da argumentiert wurde, dass stichprobenartige Messungen dieselben Ergebnisse wie kontinuierliche Messungen zeigen würden.

### Frühe Ergebnisse

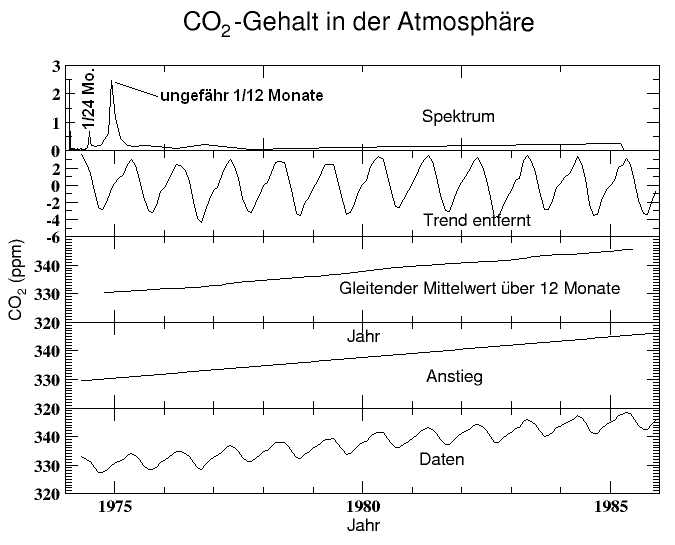
CO_{2}-Anstieg und Spektren der Konzentrationsänderungen; die Fourieranalyse offenbart einen ausgeprägten Jahresgang (erste und zweite Kurve von oben); glättet man diesen Jahresgang, ist ein kontinuierlicher Anstieg erkennbar (3. und 4. Kurve von oben); Kurve 5: die Messdaten

In den ersten Monaten seiner Messungen zweifelte Keeling, ob seine Theorie einer Hintergrundkonzentration korrekt sein könne, da die Werte für einige Monate anstiegen, um dann zu fallen. Da er jedoch nicht aufgab und die Messungen über mehrere Jahre laufen ließ, konnte er zeigen, dass die Schwankungen eine jährliche Periode aufwiesen, was er auf die jahreszeitlich wechselnde Wachstumsperiode der Vegetation zurückführte. Auf der Nordhalbkugel, mit ihrer größeren Landfläche, befinden sich erheblich mehr Pflanzen als auf der Südhalbkugel. Während des nördlichen Frühlings wird daher mehr CO2 aus der Atmosphäre gebunden als während des nördlichen Herbstes, wenn südlich des Äquators das stärkste Wachstum auftritt.
Nach wenigen Jahren war erkennbar, dass die Messwerte von Jahr zu Jahr auch ansteigen. Keeling konnte damit messtechnisch belegen, dass die atmosphärische Kohlenstoffdioxid-Konzentration von Jahr zu Jahr zunimmt und so die Theorie einer möglichen von Menschen verursachten globalen Klimaerwärmung von Svante Arrhenius stützen. Der gemessene Konzentrationsanstieg entsprach ziemlich genau dem durch Verbrennung fossiler Brennstoffe erwarteten Wert.
Keelings Messreihen beinhalteten auch die Bestimmung der Isotopenverhältnisse 13C/12C. Durch Isotopenuntersuchungen konnte er den Einfluss der Landpflanzen auf die Konzentrationsverläufe von Kohlenstoffdioxid belegen, denn Landpflanzen nehmen bevorzugt das leichtere 12C auf. Das Verhältnis war nachts niedriger als tagsüber und zeigte im Jahresverlauf ein ähnliches Muster. Der Austausch zwischen Atmosphäre und Ozean ist dagegen viel weniger isotopenabhängig.  Diese Ergebnisse publizierte er bereits im Jahre 1960 in der Zeitschrift Tellus.

### Ergebnisse aus der langfristigen Analyse der Messreihe

CO_{2}-Fluss in der Biosphäre am 23. Dez. 2006; die tageszeitabhängigen Konzentrationsänderungen sind farbig kodiert (Quelle: NOAA Carbon tracker).

Da es Keeling schaffte, die Kontinuität der Messungen aufrechtzuerhalten, wurden Analysen der Kurvenverläufe über mehrere Jahre und Jahrzehnte möglich.
Ab Mitte der 1970er Jahre war die Genauigkeit der Messreihe groß genug, um daraus den Anteil der anthropogenen CO2-Emissionen zu bestimmen, der in der Atmosphäre verbleibt und nicht von den Weltmeeren absorbiert wird: Der Wert liegt bei 57 %. Dieses Verhältnis wird mit dem Revelle-Faktor beschrieben.
Mitte der 1990er Jahre war durch exakte Bestimmung der Anstiegs- und Abfallpunkte der Kurven erkennbar, dass der Frühling – bedingt durch die globale Erwärmung – auf der Nordhalbkugel um ca. eine Woche früher begann als zu Beginn der Messreihe.
Durch langfristige Beobachtung des Konzentrationsverlaufs von atmosphärischem 13CO2 und molekularem Sauerstoff konnte die Verbrennung fossiler Energieträger zweifelsfrei als Hauptquelle für den festgestellten starken Konzentrationsanstieg des Treibhausgases Kohlenstoffdioxid identifiziert werden.
Der Vergleich zwischen den äquatornahen CO2-Konzentrationen mit den in arktischen Breiten gewonnenen Daten zeigte den jahreszeitlichen Einfluss der Wachstumsperiode: Während der Jahresgang der Kurven äquatornah nur ca. 3 ppm beträgt, liegt er in arktischen Breiten bei 20 ppm. Die jährliche Amplitude dieser Oszillation hat sich außerdem im Vergleich zu den in den 1960er Jahren gewonnenen Kurven um 20 % (Hawaii) bzw. 40 % (arktische Region) Mitte der 1990er Jahre erhöht. Keeling vermutete, dass dies auf eine erhöhte Assimilation der Landpflanzen zurückzuführen sei, die auf das erhöhte CO2-Angebot und die angestiegenen Temperaturen mit verstärktem Wachstum reagieren.
Ohne anderweitig bedingten Anstieg des CO2 (z. B. Emissionen) schwankt in Abhängigkeit von der Meeresoberflächentemperatur die CO2-Aufnahmefähigkeit von Meerwasser. Die Löslichkeit von CO2 in Meerwasser hängt gemäß dem Henry-Gesetz über die Temperaturabhängigkeit der Löslichkeitskonstante von der Temperatur und dem Partialdruck des CO2 ab. Mit dem beobachteten Anstieg des CO2 nimmt dessen Partialdruck zu und die Löslichkeit erhöht sich. Dies führt zur Versauerung der Meere. El Niño bzw. La Niña beeinflussen die Oberflächentemperatur des Pazifiks großflächig. Jahre geringer CO2-Aufnahme der Ozeane konnten so mit El-Niño-Ereignissen korreliert werden.

## Einordnung der Ergebnisse

Verlauf der atmosphärischen Kohlenstoffdioxid-Konzentration der letzten 420.000 Jahre, rekonstruiert aus dem Klimaarchiv des Wostok-Eisbohrkerns

Mit Ausnahme einer Unterbrechung im Jahr 1964 liegen die Daten vom Mauna Loa bis zum heutigen Tag in einer ununterbrochenen Reihe vor. Die Messung musste damals aufgrund eines kurzfristig nicht behebbaren Gerätedefekts ausgesetzt werden.
Während der letzten 800.000 Jahre war die Konzentration von Kohlenstoffdioxid in der Erdatmosphäre nie größer als 300 ppm. In den 750 Jahren zwischen 1000 und 1750 n. Chr. lag der CO2-Anteil in der Erdatmosphäre zwischen 275 und 285 ppm. Lag der CO2-Anteil in der Erdatmosphäre Anfang der 1950er Jahre noch bei etwa 310 ppm, hat er im Frühjahr 2013 an der Messstation am Mauna Loa erstmals 400 ppm überstiegen und lag im Mai 2022 bei 420 ppm.
Zwischen 1770 und 1970, über 200 Jahre also, war ein Anstieg um 50 ppm zu beobachten, d. h., die jährliche Anstiegsrate betrug 0,25 ppm. In lediglich 30 weiteren Jahren erfolgte ein weiterer Anstieg um 50 ppm: In den 1960er Jahren betrug der jährliche Anstieg etwa 0,8 ppm, in den 1980er Jahren lag der Wert mit 1,6 ppm pro Jahr bereits doppelt so hoch. In den 1990er Jahren lag er recht konstant bei ca. 1,5 ppm pro Jahr, stieg in den 2000er Jahren auf ca. 2 ppm pro Jahr an und lag in den 2010er Jahren bei ca. 2,4 ppm pro Jahr.
2018 war der Anstieg der CO2-Konzentration mit 2,87 ppm der vierthöchste, der je in einem Jahr gemessen wurde, seitdem genaue Aufzeichnungen existieren. Im Mai 2020 lag die Kohlendioxidkonzentration bei 417,2 ppm und damit 2,4 ppm über dem Vorjahreswert. Damit war der Anstieg etwas geringer als im Vorjahreszeitraum, was vermutlich mit dem etwas gesunkenen Kohlendioxidausstoß infolge der COVID-19-Pandemie zusammenhängt.